# Armin Johnert
Armin „Jeff“ Johnert (* 2. Oktober 1960 in Seesen) ist ein deutscher DJ, Musikproduzent, Musiklabelbetreiber, Musikjournalist und Kommunalpolitiker.

## Leben
Der 1960 geborene Johnert wuchs in Osterode am Harz auf, wo er 1980 am Gymnasium sein Abitur absolvierte. Von 1981 bis 1986 studierte er VWL an der Georg-August-Universität Göttingen.
Johnert begann seine Karriere als DJ noch während seines Studiums 1984 in der Göttinger Alternative-Disco Pink. Parallel war er in verschiedenen EBM- und New-Wave-Bands wie The Ballad Bombs, The Fynecry und Bigod 20 aktiv. Von 1988 bis 1989 war er bei WOM in Frankfurt am Main für den Einkauf New Wave/Indie verantwortlich.
Über die Bekanntschaft zu Talla 2XLC kam Johnert 1989 zum Schallplattenvertrieb AMV/Logic, wo er für den Export zuständig war. Talla 2XLC vermittelte auch den Kontakt zur von Jürgen Laarmann und Stefan Weil gegründeten Technozeitschrift Frontpage, für die Johnert ab Juli 1989 als Chefredakteur tätig war. Nach Differenzen mit Jürgen Laarmann über die weitere Ausrichtung des Heftes zog sich Johnert gemeinsam mit dem bis dato als Herausgeber fungierenden Technoclub 1992 vom Heft zurück. Zusammen mit Talla 2XLC belebte er ab 1992 das New Life Soundmagazine wieder. Daneben legte er zehn Jahre als DJ Jeff im Frankfurter Club Bizarre im Dorian Gray auf. Als Musikproduzent war er an Veröffentlichungen von Projekten wie Caspar Houser, Illuminatus, P.A.C.-Men, Nils Bergen oder Techno Teens beteiligt. Er gründete und betrieb die Plattenlabel 23 Frankfurt und 3 Lanka. Ab 1991 war Johnert zunächst im Bereich Export und später als Vertriebsleiter des Exklusivvertriebs von Discomania beschäftigt; er blieb in dieser Funktion bis zur Insolvenz des Unternehmens 2010 aktiv. 2008 trat Armin Johnert im Dokumentarfilm We Call It Techno! auf.
2009 wurde Johnert Fraktionsvorsitzender der Bürgerliste Bad Homburg und gehört seither dem Stadtparlament an. Sein politischer Schwerpunkt liegt vor allem auf der Stadtentwicklung, der Kultur- und Baupolitik sowie dem Natur- und Umweltschutz. 2020 kündigte er seine Kandidatur für die Position des Oberbürgermeisters von Bad Homburg an. Bei der Wahl im März 2021 unterlag er Amtsinhaber Alexander Hetjes.
Johnert betreibt seit Jahr 2009 in Bad Homburg einen Weinladen. Er ist seit dem Jahr 2019 mit Frank Hirschelmann verheiratet.